# Aventurero (álbum)
Aventurero es el nombre del álbum de estudio del cantante y actor mexicano Pedro Fernández. Con este álbum consolida la carrera y personalidad de Pedro Fernández; fue lanzado al mercado por PolyGram Latino el 17 de noviembre de 1998.

## Lista de canciones
| Aventurero |                               |                       |          |  |
| N.º        | Título                        | Escritor(es)          | Duración |  |
| 1.         | «Me quedé con las ganas»      | Lolita de la Colina   | 3:05     |  |
| 2.         | «Que lástima»                 | Raúl Ornelas          | 3:00     |  |
| 3.         | «Sin verte»                   | Humberto Estrada      | 3:45     |  |
| 4.         | «Ven junto a mí»              | Pedro Fernández       | 4:22     |  |
| 5.         | «María Elena»                 | Lorenzo Barcelata     | 4:30     |  |
| 6.         | «Yo el aventurero»            | Paco Michel           | 3:00     |  |
| 7.         | «Lluvia de plata»             | Wilson-Bastos         | 3:43     |  |
| 8.         | «¿Qué va a sentir tu marido?» | Manuel Eduardo Castro | 2:54     |  |
| 9.         | «Herida Sobre Herida»         | José Alfredo Jiménez  | 4:05     |  |
| 10.        | «Vida dividida»               | Roberta Miranda       | 2:50     |  |
| 11.        | «Morir de amor»               | José Alfredo Jiménez  | 3:52     |  |
| 12.        | «Así es un mexicano»          | Ángel Castelo         | 4:50     |  |
| 43:56      |                               |                       |          |  |